# Особняк Субіз

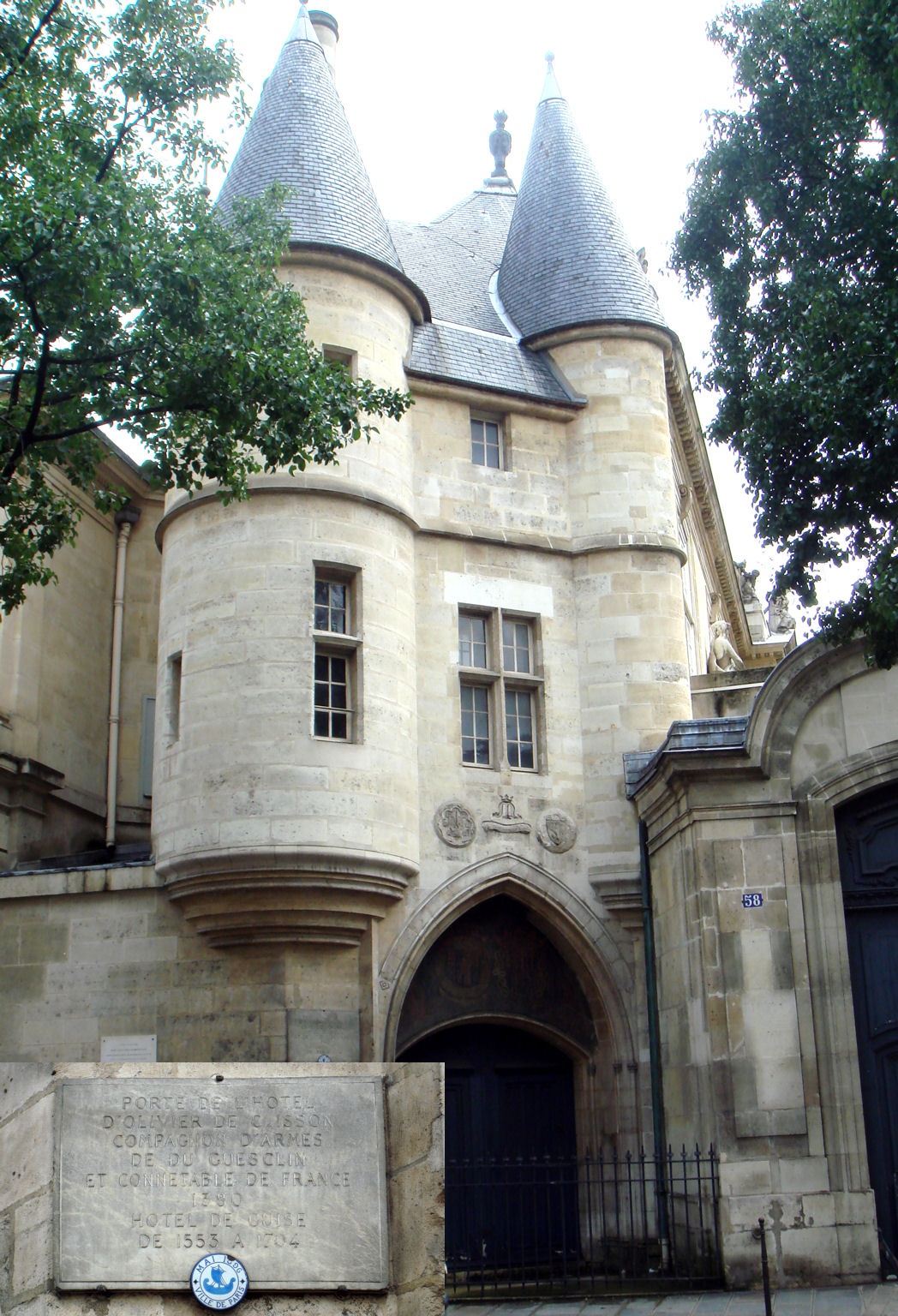
В'їзна брама, що збереглася від особняка конетабля Кліссона

Особняк Субіз, також Отель Субіз (фр. Hôtel de Soubise) — невеликий палац в 3-му окрузі Парижа за адресою Rue des Archives, 60, знаменита брама якого виходить на вулицю Rue des Francs Bourgeois. У палаці розташований Музей історії Франції.
Слово «отель» у назві вказує на особливий тип міської садиби із власним садом.

## Історія будівлі
У 1371—1375 конетабль Олів'є де Кліссон побудував на цій ділянці землі свій особняк. Від його споруди збереглися укріплені ворота з двома баштами-турелями з боків, що виходять на вулицю Архівів.
У 1553 будівля перейшла до герцога Гіза, який вирішив повністю пребудувати особняк. Від палацу Гізів до наших днів дійшли каплиця й зал варти (фр. salle des gardes), де в XVI столітті проходили збори Католицької ліги. Можливо, саме тут була задумані Варфоломіївська ніч та повстання 1588 року. За Марії де Гіз, останньої прямої спадкоємиці старшої гілки дому Гізів, в особняку було засновано блискучий театр, в постановках якого зокрема брали участь Корнель, Лермі, Шарпантьє.
Після смерті Марії де Гіз в 1688, особняк у 1700 придбав принц Субіз, Франсуа де Роан (1630—1712). У 1705 нові господарі розпорядилися повністю переробити особняк, залишивши від старого лише в'їзну браму як боковий вхід.
Архітектором було призначено П'єра Деламера, який, як і власник, був родом зі Страсбурга. Будівництво велося в 1705—1709. За облашутвання інтер'єру відповідав архітектор і декоратор Жермен Бофран (1667—1754). Інтер'єр готелю Субіз вважається чи не найкращим зі збережених інтер'єрів у стилі рококо. Саме особняк Субіз та ще палац Марлі є чудовими зразками зародження цього стилю. Особливої уваги заслуговує «Овальний салон» (або «салон Принцеси»), чиї стіни оздоблені дзеркалами та картинами, що маскують перехід від стін до стелі. Таким чином, в салоні немає жодної прямої лінії.
Після втечі Роанів до Австрії, їхній особняк в 1808 викуплено державою. Наполеон I розмістив у ньому Національні архіви Франції.
1867 року, за Наполеона III, на базі Архівів було засновано Музей історії Франції.

## Література

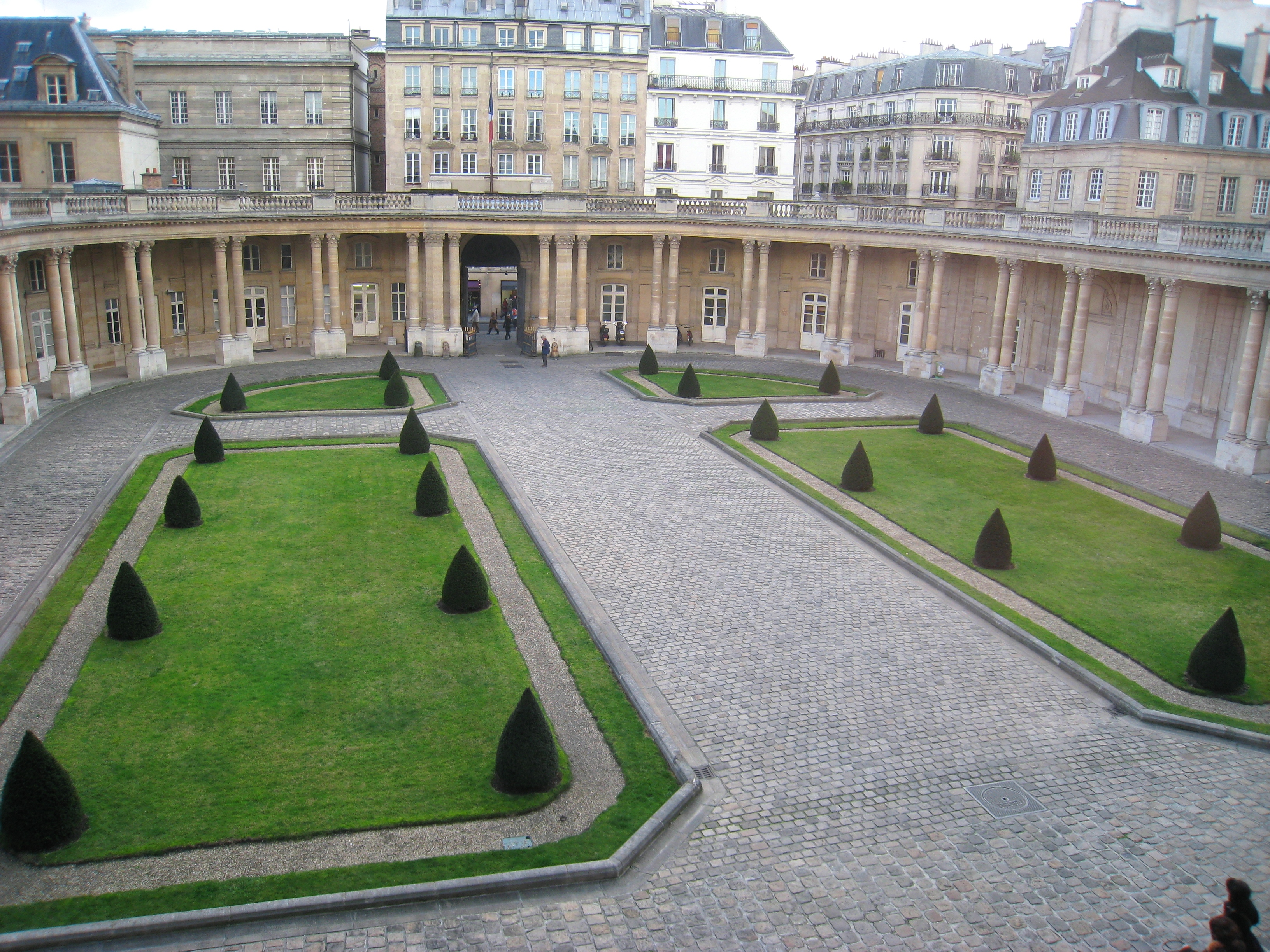
двір Отелю Субіз